# Нивхи
Нивхи или Гиљаци (рус. нивхи или гиляки), домородачки су народ Руског далеког истока, који живи на ушћу реке Амур и на оближњем острву Сахалин.

## Име
Име Нивх је ендоним и значи „човек”. У прошлости су били познати и под именом Гиљаци. То је егзоним и потиче из манџурског језика. У Совјетском Савезу су 1930-их званично названи Нивх, што је било у складу са политиком именовања народа по њиховим сопственим називима за себе саме.

## Територија
Нивхи насељавају доњи ток реке Амур, област око њеног ушћа у Охотско море, обалу Охотског мора и острво Сахалин. Административно њихова територија припада Хабаровском крају и Сахалинској области Руске Федерације. Територија коју Нивхи насељавају није компактна и они живе окружени Русима и Негидалцима.

## Популација
Према резултатима пописа становништва Руске Федерације, Нивха је 2010. било 4.652.
Промена броја Нивха од краја 19. до краја 20. века:
| Година | Број  | Удео Нивха који говоре нившким |
| ------ | ----- | ------------------------------ |
| 1897   | 4.549 | -                              |
| 1926   | 4.076 | 99,6%                          |
| 1959   | 3.717 | 76,3%                          |
| 1970   | 4.420 | 49,5%                          |
| 1979   | 4.397 | 48,1%                          |
| 1989   | 4.673 | 23,3%                          |

## Историја
Нивхи су вековима били вазали Манџурског царства, а од Мировног споразума у Нерчинску 1689. године служили као посредници између Манџураца, Русије и Јапана.
Нивхи су доста претрпели од козака и од царске Русије која је њихову домовину на Сахалину претворила у кажњеничку колонију. Након руско-јапанског рата, део Нивха на Сахалину је 1905. године потпао под јапанску власт и тамо остао до 1945. године.
Дио Нивха који је остао под Русијом је касније, у совјетско доба, добио властиту Гиљачку Аутономну област. Совјети су Нивхе често наводили као народ који је под њиховом влашћу направио највећи напредак, односно прешао „директно из каменог доба у социјализам”.
Након распада Совјетског Савеза, Нивхи, који углавном живе на Сахалину, се боре против планова за експлоатацију нафте која би пореметила еколошку равнотежу и њихов традиционални начин живота.

## Језик
Нившки језик је језички изолат. Према неким класификацијама сврстан је у групу палеосибирских (палеоазијских) језика, групу која укључује несродне језике староседелаца северне Азије, као што су чукотско-камчатски језици, јенисејски језици, аински језик, јукагирски језици и ескимско-алеутски језици.
У нившком језику постоје три дијалекта: 
- Амурски дијалекат
- Источносахалински дијалекат
- Северносахалински дијалекат